# Музей икон (Франкфурт-на-Майне)
Музе́й ико́н (нем. Ikonen-Museum) — музей во Франкфурте-на-Майне, который является одним из крупнейших собраний икон в Германии. Музей был открыт в 1990 году и насчитывает свыше 1000 икон XVI—XIX веков.
Находится в восточном конце Музейной набережной, в барочном здании, где ранее находилась штаб-квартира Тевтонского ордена. Бессменным директором музея является Рихард Захарук (нем. Richard Zacharuk), а основателем — франкфуртский врач Йорген Шмидт-Фогт, пополнявший на протяжении десятилетий свою коллекцию икон во время поездок в СССР.
Основную коллекцию музея составляют русские православные иконы. В нём проходят выставки Государственного исторического музея, других музеев и частных коллекционеров.